# 疏毛棘豆
疏毛棘豆（学名：Oxytropis pilosa）为豆科棘豆属下的一个稀有种，分佈於中歐至東歐。花期為夏季。